# غرافتونيت
الجرافتونيت هو معدن الحديد (II) والمنغنيز وفوسفات الكالسيوم بالصيغة الكيميائية (Fe2 +، Mn، Ca) 3 (PO4) 2. وهي تشكل بلورات صفيحية إلى بلورات موشورية أحادية الميل من اللون البني الحبيبي إلى البني الأحمر. له بريق زجاجي بصلادة موس من 5 وثقل نوعي من 3.67 إلى 3.7.
تم وصفه لأول مرة من النوع المحلي لجبل ملفين في بلدة جرافتون، في مقاطعة جرافتون، نيوهامبشير.